# Gustav von Keller (Politiker)
Gustav Ludwig Emil Graf von Keller (* 25. April 1805 in Stedten an der Gera; † 23. Oktober 1897 in Gotha) war ein preußischer Beamter und Politiker.

## Leben
Graf Gustav Ludwig Emil von Keller wurde als sechster Sohn des preußischen Kammerherrn, Wirklichen Geheimrats und Staatsministers, Graf Christoph von Keller (1757–1827) und dessen Ehefrau Amalie Gräfin zu Sayn-Wittgenstein-Berleburg-Ludwigsburg (1771–1853) auf Schloss Stedten bei Erfurt geboren.
Graf Keller durchquerte die für die Söhne preußischer Adelsfamilien übliche Laufbahn in der Armee, bei Hofe und im Staatsdienst. Er trat zunächst in die Armee ein, wurde Hauptmann, diente dann in der Verwaltung, in der er es auf der Karriereleiter bis zum Geheimen Regierungsrat brachte, und erlangte bei Hof schließlich die Würde eines Kammerherrn. Im Zuge der Revolution von 1848 bewarb er sich um ein Abgeordnetenmandat in der Frankfurter Nationalversammlung und wurde für den Wahlkreis Provinz Sachsen/Erfurt in das Paulskirchenparlament gewählt. Er trat sein Mandat am 5. Juni 1848 an und schloss sich der national-liberalen Casino-Fraktion an, in der bis zu seinem Ausscheiden am 20. Mai 1849 verblieb. Damals zogen sich alle preußischen Abgeordneten aus der Frankfurter Nationalversammlung zurück, nachdem dies am 5. April 1849 bereits die österreichischen Abgeordneten getan hatten.
Vom 23. September bis 28. Oktober 1848 fungierte er als Reichskommissar der Provisorischen Zentralgewalt in den südwestdeutschen Staaten. Er war Mitglied des Volkshauses des Erfurter Unionsparlaments.
Gustav von Keller war seit dem 17. Oktober 1835 mit Mathilde von Bassewitz (* 9. Mai 1813; † 27. Dezember 1847) in erster Ehe verheiratet. Aus dieser Ehe gingen die Kinder Marie Adelheid (1836–1924), Friedrich Wilhelm (1838–1870), Gustav Karl (1840–1879) und Adolf von Keller (1843–1894) hervor. Nach dem Tod seiner ersten Frau im Dezember 1847 schloss er am 9. Juli 1849 mit Mathilde von Grolman (* 5. November 1813; † 17. Dezember 1900) eine zweite Ehe. Aus dieser gingen die Töchter Mathilde (1854–1921), spätere Hofstaatsdame der Kaiserin Auguste Viktoria. und Jenny Henriette Malwina (1854–1921) hervor.
Graf Keller war Ehrenritter des Johanniter-Ordens.

## Genealogie
- Gothaisches Genealogisches Taschenbuch (GGT) der Gräflichen Häuser 1922. 95. Jg. Justus Perthes, Gotha 1921, S. 476.
- Gothaisches Genealogisches Taschenbuch der Gräflichen Häuser. Teil B (Briefadel. 1941. 114. Jg. Zugleich Adelsmatrikel der Deutschen Adelsgenossenschaft (D.A.G.), Justus Perthes, Gotha 1940, S. 237.